# Museu da América (Madrid)
O Museu da América (Museo de América) é um museu situado na cidade de Madrid, na Espanha. Foi criado em 19 de Abril de 1941 para comportar coleções de arte, arqueologia e etnografia americanas, desde a época pré-colombina até à era colonial.  

## História
"O incêndio no Alcazar de Madrid em 1734 destruiu coleções americanas que o reis da Espanha foram formando, que incluía peças oferecidas à Coroa pelos conquistadores. Sabe-se apenas que um pequeno número de peças foram salvas já que foram encontradas em outros lugares, como códices e luvas de penas que são preservadas no Mosteiro do Escorial e alguns códices mexicanos que estavam na Biblioteca Pública Real, agora Biblioteca Nacional da Espanha. Por isso, as coleções mais antigas do Museu são aquelas provenientes do Gabinete Real de História Natural, constituídas por Carlos III de Espanha em 1771, da doação da coleção que Pedro Franco Dávila reuniu durante sua permanência em mais de catorze anos em Paris. A fim de aumentar os fundos, esta instituição emitiu instruções para os territórios da América espanhola para a cobrança e remissão de obras representativas, que incluíram peças das primeiras escavações arqueológicas realizadas no continente. Da mesma forma, os materiais etnográficos obtidos nas expedições científicas e do descobrimento foram incorporados ao gabinete real.
Em 1868, as coleções de antiguidades, arte e etnografia do Gabinete Real (que em 1815 foi dissolvido e integrado, junto com outras instituições, ao novo Museu Real de Ciências Naturais de Madri, antecedente direto do atual Museu Nacional de Ciências Naturais) foram transferidas para o Museu Arqueológico Nacional, criado no ano anterior, ao qual se somaram as do Museu de Medalhas e Antiguidades da Biblioteca Nacional, que tinham algumas peças americanas, as da Escola Diplomática Superior e as da Academia Real de História. Do Museu Arqueológico, por sua vez, os de origem americana (até então na Seção IV ou Etnografia) seriam separados pelo Decreto de criação do Museu da América datado de 19 de abril de 1941, que afirmou que "o fundo inicial será as coleções de etnografia e arqueologia americanas existentes no Museu Arqueológico Nacional, com seus livros, vitrines e móveis". Embora o decreto de fundação não os mencione, as coleções das Filipinas e Oceania também foram transferidas para o novo museu, bem como uma pequena coleção africana.
Uma vez que o novo museu foi criado, a coleção foi instalada provisoriamente na ala esquerda do andar principal, inaugurado em 13 de julho de 1944. Havia apenas onze salas, sete dedicados aos fundos pré-colombianos e os outros quatro aos coloniais. Em 1962 começou a transferência para a sua localização definitiva, que foi oficialmente inaugurada três anos depois, em 17 de julho de 1965. O Museu permaneceu fechado entre 1981 e 1994 devido a obras de remodelação.
Possui uma qualificação de Bem de Interesse Cultural com categoria de monumento sob o Decreto 474/1962, de 1º de março (BOE de 9 de março), pelo qual alguns museus foram declarados monumentos histórico-artísticos."

## Sede
"Rodeado de espaços arborizados, o Museu da América está localizado em uma área do campus da Universidade Complutense de Madrid, que foi reservada para consagrar os laços entre a Espanha e o continente americano (nas proximidades está o Instituto de Cultura Hispânica, antecessor da atual Agência Espanhola de Cooperação Internacional para o Desenvolvimento). Sua área total é de 17.400 m² e tem dezesseis salas dedicadas à coleção permanente e três para exposições temporárias.
O projeto para o prédio foi encomendado por Pedro Muguruza, que ocupou o cargo de Diretor Geral de Arquitetura, à Luis Moya, que ofereceu Luis Martínez-Feduchi. Conceberam um edifício de estilo historicista neocolonial, com o interior organizado em torno de um claustro central ajardinado, como as missões e os palácios coloniais. Moya cuidou das partes mais estruturais e Martínez-Feduchi dos decorativos, como a torre. Os arquitetos, diante da escassez de ferro e de cimento na Espanha naquela época, decidiram em uma estrutura inteiramente de tijolos, enfatizando a cobertura por abobadilhas - em que Luis Moya era um mestre - todas diferentes, alguma das quais, reforçadas (bem como decoradas) com nervaduras, atingem os doze metros de vão. As obras foram realizadas entre 1943 e 1954, embora algumas partes do projeto não tenham sido executadas. Além disso, até a reforma, o Museu teve que compartilhar o prédio com outras instituições que, desde 1952, foram instaladas: a paróquia da Cidade Universitária - igreja paroquial de Santo Tomás de Aquino -, que foi instalada na sala que se destinava para as exposições temporárias, o Colégio do Sumo Sacerdote, o Seminário Sacerdotal Hispano-Americano, o Museu Nacional de Reproduções Artísticas (1961-1990), o Instituto de Conservação e Restauração de Obras de Arte e a Escola de Restauração.
Em 1980, iniciou-se uma profunda remodelação do prédio, o que fez com que o Museu fechasse suas portas ao público no dia 28 de dezembro de 1981. Durante os primeiros cinco anos, até 1986, uma única sala estava aberta para exibir exposições temporárias, enquanto o resto estava fechado por completo. As instituições fora do Museu foram abandonadas (o Instituto para a Conservação e Restauração de Obras de Arte já o abandonou quando a nova sede foi construída) e um projeto foi realizado sob a direção do arquiteto Antón Capitel (biógrafo, além disso, de Luis Moya), para tentar terminar o prédio de acordo com o plano original, além de recuperar todo o espaço para os fins para o qual foi concebido. Embora se pretendesse coincidir a reinauguração com o V Centenário da Descoberta da América, os atrasos nas obras (a indecisão e as mudanças de critérios no Ministério resultaram na elaboração de quatro projetos sucessivos) tornaram-se impossível a realização até dois anos depois, 12 de outubro de 1994. As obras triplicaram a superfície disponível e permitiram fornecer novas áreas de serviço ao Museu, que também estreou uma nova montagem museográfica, que estava a cargo de Juan Ignacio Macua e Pedro García Ramos. O investimento foi de 1.200 milhões de pesetas para as obras e outros 425 para a instalação."

## Antiguidades quimbayas
No seu acervo consta um tesouro com 122 peças de ouro que foi levado em 1892 de Colômbia para Espanha.
A coleção foi comprada em 1892 a um caçador de tesouros de sepulturas indígenas para ser exposta em Madrid em 1892, nas comemorações do quarto centenário do descobrimento da América, sendo que no final seria devolvida. Mais tarde o presidente Holguín decidiu doá-la à Espanha como agradecimento à rainha Maria Cristina da Áustria pela intervenção numa disputa de fronteiras entre a Venezuela e a Colômbia.
Em 2017, a Colômbia vai pedir a Espanha a devolução do tesouro.